# Charli Collier
Pour les articles homonymes, voir Collier (homonymie).
Charli Collier est une joueuse américaine de basket-ball, née le 22 septembre 1999 à Mont Belvieu au Texas.

## Biographie
Elle évolue en Women's National Basketball Association (WNBA) au poste de pivot aux Wings de Dallas qui l'ont sélectionnée en première position lors de la draft 2021. 
Considérée comme l'une des meilleures joueuses de basket-ball universitaire féminin, elle est sélectionnée dans la première équipe All-Big 12 Conférence en 2020.
Elle est médaillée de bronze des Championnats du monde féminin 2016 des moins de 17 ans avec la sélection américaine.